# LEGO Worlds
LEGO Worlds è un videogioco sandbox del 2017 sviluppato dalla Traveller's Tales e pubblicato da Warner Bros. Interactive Entertainment. Il gioco permette di costruire in un mondo 3D generato proceduralmente.
Una versione beta del gioco è stata distribuita il 1º giugno 2015 in Early Access su Steam, in cui il mondo di gioco veniva creato proceduralmente. La versione definitiva è stata distribuita il 7 marzo 2017 per Microsoft Windows, PlayStation 4, e Xbox One. È stata annunciata anche una versione per Nintendo Switch prevista per l'8 settembre 2017.

## Modalità di gioco
LEGO Worlds permette al giocatore di muoversi e modificare a proprio piacimento un mondo fatto interamente da mattoncini LEGO. Il giocatore viene ricompensato collezionando gli oggetti sparsi nella mappa e, una volta analizzati, può acquistarli con la valuta in gioco per modificare il mondo e il proprio personaggio.
Nella versione definitiva è stata aggiunta una modalità cooperativa che permette l'esplorazione e la modifica del mondo a più giocatori (due nelle versioni per le console e fino a quattro nella versione per PC).

## Sviluppo
Prima dell'uscita ufficiale, il gioco è stato velatamente annunciato sul retro dei manuali di costruzione dei set LEGO e annunciato il 1º luglio 2015 con l'uscita simultanea su Steam.

## Doppiaggio
La voce del narratore nella versione in lingua italiana è quella dell'attore e doppiatore Claudio Moneta.

## Accoglienza

### Critica
| Testata                         | Versione | Giudizio |
| ------------------------------- | -------- | -------- |
| Metacritic (media al 21-8-2018) | NS       | 59/100   |
| Metacritic (media al 21-8-2018) | PC       | 71/100   |
| Metacritic (media al 21-8-2018) | PS4      | 66/100   |
| Metacritic (media al 21-8-2018) | XONE     | 69/100   |
| Everyeye.it                     | -        | 8/10     |
| IGN                             | -        | 7,2/10   |
| Multiplayer.it                  | -        | 8/10     |

Le recensioni di LEGO Worlds sono state generalmente positive: Metacritic ha assegnato alle versioni per Nintendo Switch, PC, PlayStation 4 e Xbox One un punteggio di 59/100, 71/100, 66/100 e 69/100 rispettivamente. Il gioco è stato nominato per il "Family Game" ai 14° British Academy Games Awards.
La testata giornalistica online italiana Multiplayer.it ha lodato la presenza di 26 biomi e migliaia di collezionabili, la modalità multigiocatore sia in locale che in online (anche se limitato a soli 2 giocatori) e il sistema di progressione ben strutturato, pur rammaricandosi del fatto che la modalità creativa non è disponibile sin da subito e che per avvicinarsi ad essa occorrono molte ore di gioco per ottenere tutti i mattoncini dorati che sbloccano i mondi più grandi.

## Espansioni
Il 25 luglio 2017 è uscito il pacchetto Classic Space, il quale comprende missioni, personaggi e oggetti a tema spaziale.
Il 26 ottobre 2017 è stato pubblicato il DLC Monsters in occasione di Halloween.